# Philadelphia 76ers 1982-1983
La stagione 1982-83 dei Philadelphia 76ers fu la 34ª nella NBA per la franchigia.
I Philadelphia 76ers vinsero la Atlantic Division della Eastern Conference con un record di 65-17. Nei play-off vinsero la semifinale di conference con i New York Knicks (4-0), la finale di conference con i Milwaukee Bucks (4-1), vincendo poi il titolo battendo nella finale NBA i Los Angeles Lakers (4-0).
I 76ers 1982-1983 sono stati inseriti nel 1996 tra le 10 migliori squadre della storia NBA.

## Eastern Conference
| Squadra              | V  | P  | %    | GB |
| -------------------- | -- | -- | ---- | -- |
| Philadelphia 76ers C | 65 | 17 | 79,3 | -  |
| Boston Celtics       | 56 | 26 | 68,3 | 9  |
| N.J. Nets            | 49 | 33 | 59,8 | 16 |
| N.Y. Knicks          | 44 | 38 | 53,7 | 21 |
| Washington Bullets   | 42 | 40 | 51,2 | 23 |

## Roster
| \| Pos. \| Num. \| Naz. \| Nome \| Altezza \| Peso \| Data nascita \| Provenienza \| \| ---- \| ---- \| ---- \| ----------------- \| ------- \| ------ \| ------------ \| --------------------------------- \| \| A \| 7 \| \| Anderson, J.J. \| 203 cm \| 88 kg \| 25-09-1960 \| Bradley Braves \| \| G \| 10 \| \| Cheeks, Maurice \| 185 cm \| 82 kg \| 08-09-1956 \| West Texas A&M \| \| A/C \| 25 \| \| Cureton, Earl \| 206 cm \| 95 kg \| 03-09-1957 \| Detroit-Mercy \| \| G \| 14 \| \| Edwards, Franklin \| 185 cm \| 77 kg \| 02-02-1959 \| Cleveland State \| \| G/AP \| 6 \| \| Erving, Julius \| 198 cm \| 91 kg \| 22-02-1950 \| Massachusetts \| \| A \| 8 \| \| Iavaroni, Marc \| 203 cm \| 95 kg \| 15-09-1956 \| Virginia \| \| A/C \| 45 \| \| Johnson, Clemon \| 208 cm \| 109 kg \| 12-09-1956 \| Florida A&M \| \| A/C \| 33 \| \| Johnson, Reggie \| 206 cm \| 93 kg \| 25-06-1957 \| Tennessee \| \| A \| 24 \| \| Jones, Bobby \| 206 cm \| 95 kg \| 18-12-1951 \| North Carolina \| \| C \| 2 \| \| Malone, Moses \| 208 cm \| 98 kg \| 23-03-1955 \| Petersburg High School (Virginia) \| \| A/C \| 31 \| \| McNamara, Mark \| 211 cm \| 107 kg \| 08-06-1959 \| UC Berkeley \| \| G \| 4 \| \| Richardson, Clint \| 191 cm \| 88 kg \| 07-08-1956 \| Seattle \| \| A/C \| 3 \| \| Schoene, Russ \| 208 cm \| 95 kg \| 16-04-1960 \| Chattanooga \| \| G \| 22 \| \| Toney, Andrew \| 191 cm \| 81 kg \| 23-11-1957 \| Louisiana \| | Allenatore - Billy Cunningham Assistente/i - Matt Guokas (Vice) - Jack McMahon (Vice) - Al Domenico (Preparatore atletico) - John Kilbourne (Preparatore fisico) Legenda - (C) Capitano - (FA) Free agent - (S) Sospeso - (TW) Contratto Two-way - (GL) Assegnato a squadra G League affiliata - Infortunato Roster • Transazioni · Ultima transazione: 28 giugno 1983 |                        |                   |         |        |              |                                   |
| Pos. | Num. | Naz.                   | Nome              | Altezza | Peso   | Data nascita | Provenienza                       |
| A | 7 | Stati Uniti (bandiera) | Anderson, J.J.    | 203 cm  | 88 kg  | 25-09-1960   | Bradley Braves                    |
| G | 10 | Stati Uniti (bandiera) | Cheeks, Maurice   | 185 cm  | 82 kg  | 08-09-1956   | West Texas A&M                    |
| A/C | 25 | Stati Uniti (bandiera) | Cureton, Earl     | 206 cm  | 95 kg  | 03-09-1957   | Detroit-Mercy                     |
| G | 14 | Stati Uniti (bandiera) | Edwards, Franklin | 185 cm  | 77 kg  | 02-02-1959   | Cleveland State                   |
| G/AP | 6 | Stati Uniti (bandiera) | Erving, Julius    | 198 cm  | 91 kg  | 22-02-1950   | Massachusetts                     |
| A | 8 | Stati Uniti (bandiera) | Iavaroni, Marc    | 203 cm  | 95 kg  | 15-09-1956   | Virginia                          |
| A/C | 45 | Stati Uniti (bandiera) | Johnson, Clemon   | 208 cm  | 109 kg | 12-09-1956   | Florida A&M                       |
| A/C | 33 | Stati Uniti (bandiera) | Johnson, Reggie   | 206 cm  | 93 kg  | 25-06-1957   | Tennessee                         |
| A | 24 | Stati Uniti (bandiera) | Jones, Bobby      | 206 cm  | 95 kg  | 18-12-1951   | North Carolina                    |
| C | 2 | Stati Uniti (bandiera) | Malone, Moses     | 208 cm  | 98 kg  | 23-03-1955   | Petersburg High School (Virginia) |
| A/C | 31 | Stati Uniti (bandiera) | McNamara, Mark    | 211 cm  | 107 kg | 08-06-1959   | UC Berkeley                       |
| G | 4 | Stati Uniti (bandiera) | Richardson, Clint | 191 cm  | 88 kg  | 07-08-1956   | Seattle                           |
| A/C | 3 | Stati Uniti (bandiera) | Schoene, Russ     | 208 cm  | 95 kg  | 16-04-1960   | Chattanooga                       |
| G | 22 | Stati Uniti (bandiera) | Toney, Andrew     | 191 cm  | 81 kg  | 23-11-1957   | Louisiana                         |